# The West Temple
The West Temple est un sommet américain du comté de Washington, dans l'Utah. Il culmine à 2 380 mètres d'altitude sur le plateau du Colorado. Il est protégé au sein du parc national de Zion.